# Tianmen Shan
Tianmen Shan (kinesiska: 天门山) är ett berg i Kina. Det ligger i provinsen Hunan, i den södra delen av landet, omkring 260 kilometer väster om provinshuvudstaden Changsha. Toppen på Tianmen Shan är 1 517 meter över havet.
Tianmen Shan är den högsta punkten i trakten. Runt Tianmen Shan är det ganska tätbefolkat, med 100 invånare per kvadratkilometer. Närmaste större samhälle är Zhangjiajie, 8,8 km norr om Tianmen Shan. I omgivningarna runt Tianmen Shan växer i huvudsak blandskog.
Genomsnittlig årsnederbörd är 1 952 millimeter. Den regnigaste månaden är maj, med i genomsnitt 364 mm nederbörd, och den torraste är december, med 36 mm nederbörd.